# 탬파베이 레이스
탬파베이 레이스(영어: Tampa Bay Rays)는 미국 플로리다주 세인트피터즈버그를 연고지로 하는 프로 야구 팀이다. 메이저 리그 아메리칸 리그 동부 지구 소속이다.
1998년에 '탬파베이 데블레이스'로 창단하였으며, 2007년 2월부터 2009년 1월까지 한국인 메이저리거 류제국의 소속팀이었다. 초기에는 하위권에 머물렀지만, 현재와 같은 팀명으로 바꾼 첫해인 2008년 시즌 창단 첫 지구 우승을 차지하였다.
디비전 시리즈에서는 시카고 화이트삭스를 3승 1패로 눌렀고, 챔피언십 시리즈에서도 보스턴 레드삭스를 4승 3패로 제치고 월드시리즈에 진출했으나 월드시리즈에서 필라델피아 필리스에게 1승 4패를 당해 월드시리즈 우승은 좌절됐다.
2011년 시즌에는, 9월 초 AL 와일드 카드 1위인 보스턴 레드삭스와 무려 9.5경기차가 났지만 시즌 마지막 경기에서 7점차를 뒤지던 경기를 12회 연장 접전 끝에 에반 롱고리아의 끝내기 홈런으로 역전, 9경기 차이를 뒤집고 포스트 시즌에 진출하게 된다. 확률 5%를 실현시킨 시즌이며, 시즌 마지막 경기에서 팀의 포스트 시즌을 확정짓는 홈런을 날린 건 역대 2번째, AL 리그에서는 역대 최초의 홈런이었다.
2013년 시즌에도 92승 71패로 와일드카드 결정전에 진출, 텍사스 레인저스와 클리블랜드 인디언스를 각각 꺾으며 포스트시즌 디비전시리즈에 진출하였으나 보스턴 레드삭스에게 합계 3-1로 패하였다.
한편, 뉴저지 코네티컷 남부지역 이동설이 한때 제기됐으나 두 지역 프랜차이즈와 관련이 있는 뉴욕 양키스 뉴욕 메츠 보스턴 레드삭스 필라델피아 필리스의 항의를 극복해야 할 과제가 남아있어 좌절됐다.

## 성적
| 월드시리즈 우승 | 아메리칸 리그 우승 | 아메리칸 리그 동부지구 우승 | 메이저 리그 와일드카드 |

| 시즌                 | 리그 | 지구 | 정규시즌 | 정규시즌 | 정규시즌 | 정규시즌 | 정규시즌 | 포스트시즌 | 수상                                                        |                        |
| 시즌                 | 리그 | 지구 | 순위     | 승       | 패       | 승률     | 게임차   | 포스트시즌 | 수상                                                        |                        |
| -------------------- | ---- | ---- | -------- | -------- | -------- | -------- | -------- | --- | ----------------------------------------------------------- | ---------------------- |
| 탬파베이 데빌 레이스 |      |      |          |          |          |          |          | |                                                             |                        |
| 1998                 | AL   | 동부 | 5위      | 63       | 99       | .389     | 51       | |                                                             |                        |
| 1999                 | AL   | 동부 | 5위      | 69       | 93       | .426     | 29       | |                                                             |                        |
| 2000                 | AL   | 동부 | 5위      | 69       | 92       | .429     | 18       | |                                                             |                        |
| 2001                 | AL   | 동부 | 5위      | 62       | 100      | .383     | 34       | |                                                             |                        |
| 2002                 | AL   | 동부 | 5위      | 55       | 106      | .342     | 48       | |                                                             |                        |
| 2003                 | AL   | 동부 | 5위      | 63       | 99       | .389     | 38       | |                                                             |                        |
| 2004                 | AL   | 동부 | 4위      | 70       | 91       | .435     | 30.5     | |                                                             |                        |
| 2005                 | AL   | 동부 | 5위      | 67       | 95       | .414     | 28       | |                                                             |                        |
| 2006                 | AL   | 동부 | 5위      | 61       | 101      | .377     | 36       | |                                                             |                        |
| 2007                 | AL   | 동부 | 5위      | 66       | 96       | .407     | 30       | | 카를로스 페냐 (올해의 재기상)                               |                        |
| 탬파베이 레이스      |      |      |          |          |          |          |          | |                                                             |                        |
| 2008                 | AL   | 동부 | 1위      | 97       | 65       | .599     | —        | 2008 ALDS 승리 (시카고 화이트삭스) 3–1 2008 ALCS 승리 (보스턴 레드삭스) 4–3 2008년 월드 시리즈 패배 (필라델피아 필리스) 4–1 | 조 매든 (올해의 감독상) 에반 롱고리아 (신인왕)              |                        |
| 2009                 | AL   | 동부 | 3위      | 84       | 78       | .519     | 19       | |                                                             |                        |
| 2010                 | AL   | 동부 | 1위      | 96       | 66       | .593     | —        | 2010 ALDS 패배 (텍사스 레인저스) 3–2                                                                                        |                                                             |                        |
| 2011                 | AL   | 동부 | 2위      | 91       | 71       | .562     | 6        | 2011 ALDS 패배 (텍사스 레인저스) 3–1                                                                                        | 조 매든 (올해의 감독상) 제레미 헬릭슨 (신인왕)              |                        |
| 2012                 | AL   | 동부 | 3위      | 90       | 72       | .556     | 5        | | 페르난도 로드니 (올해의 재기상) 데이빗 프라이스 (사이영 상) |                        |
| 2013                 | AL   | 동부 | 2위      | 92       | 71       | .564     | 5.5      | 2013 아메리칸리그 와일드카드 결정전 승리 (클리블랜드 인디언스) 2013 ALDS 패배 (보스턴 레드삭스) 3–1                         | 윌 마이어스 (신인왕)                                        |                        |
| 합계                 | 합계 | 합계 | 합계     | 합계     | 승       | 패       | 승률     | |                                                             |                        |
| 합계                 | 합계 | 합계 | 합계     | 합계     | 1195     | 1395     | .461     | 정규시즌 (1998–2013) | 정규시즌 (1998–2013)                                        | 정규시즌 (1998–2013)   |
| 합계                 | 합계 | 합계 | 합계     | 합계     | 13       | 17       | .433     | 포스트시즌 | 포스트시즌                                                  | 포스트시즌             |
| 합계                 | 합계 | 합계 | 합계     | 합계     | 1208     | 1412     | .461     | 정규시즌 및 포스트시즌 | 정규시즌 및 포스트시즌                                      | 정규시즌 및 포스트시즌 |

## 역대 주요 선수
| - 미국 게리 글러버 - 도미니카 공화국 페르난도 로드니 - 도미니카 공화국 아네우리 로드리게스 - 대한민국 류제국 - 미국 히스 벨 - 도미니카 공화국 라파엘 소리아노 - 미국 메릴 켈리 - 미국 미치 탤벗 - 도미니카 공화국 조엘 페랄타 - 미국 J.P. 하웰 - 미국 제프 벨러보 (현재) - 미국 스캇 카즈미어 - 베네수엘라 다이오너 나바로 - 베네수엘라 로빈슨 치리노스 | - 푸에르토리코 펠리페 로페스 - 미국 제이슨 바틀릿 - 미국 이와무라 아키노리 - 미국 벤 조브리스트 - 도미니카 공화국 카를로스 페냐 - 미국 에릭 힌스키 - 미국 에번 롱고리아 (현재) - 대한민국 최지만 - 대한민국 이학주 - 대한민국 강경덕 - 미국 조니 데이먼 - 도미니카 공화국 매니 라미레스 - 일본 마쓰이 히데키 - 미국 앤드루 브라운 - 미국 루크 스캇 - 미국 칼 크로포드 - 미국 제이슨 프리디 |

## 영구 결번
- #12 (2001년, 웨이드 보그스, Wadd boggs)
- #42 (1997년, 재키 로빈슨,Jackie Robinson)
- #66 (2014년, 돈 짐머, Don Zimmer)

재키 로빈슨의 번호 42번은 모든 메이저 리그 야구 구단에서 영구 결번이다.

## 역대 한국인 (교포 포함) 선수
(레이스 시절 등번호, 포지션, 레이스에서 소속이던 시즌)
- 서재응 - 40번, 투수, 2006년~2007년
- 류제국 - 11번, 투수, 2007년~2008년
- 강경덕 - 외야수, 2007년 ~ 2013년 (더블A 몽고메리 비스킷스에서 활동했다.)
- 이학주 - 36번, 내야수, 2011년 ~ 2015년 동함.)
- 행크 콩거 (한국명 : 최현) - 24번, 포수, 2016년
- 최지만 - 26번, 내야수, 2018년 ~ 2022년
- 김하성 - 7번, 내야수, 2025년 ~ 현재